# Tiro al vacío
El tiro al vacío es un regate usado en el fútbol y sus deportes derivados —el fútbol sala y el fútbol playa—, que consiste en fingir patear potentemente en detención levantando una pierna frontalmente con vehemencia que forma un ángulo recto con la vertical, pasando el pie por el lado del balón, mientras el rival voltea la cara para seguir su aparente trayectoria o se cubre como reflejo. Causa generalmente la risa de los espectadores, por lo que ocasionalmente el autor recibe una «falta violenta» al parecer una burla. Es similar en su intención a las técnicas «giro de Cruyff», «tiro falso» y «remate al vacío», amague de rematar en velocidad extendiendo una pierna que forma un ángulo de 45° con la vertical, utilizado por jugadores como Pelé, Juliano Belletti o Alexis Sánchez.

## Historia

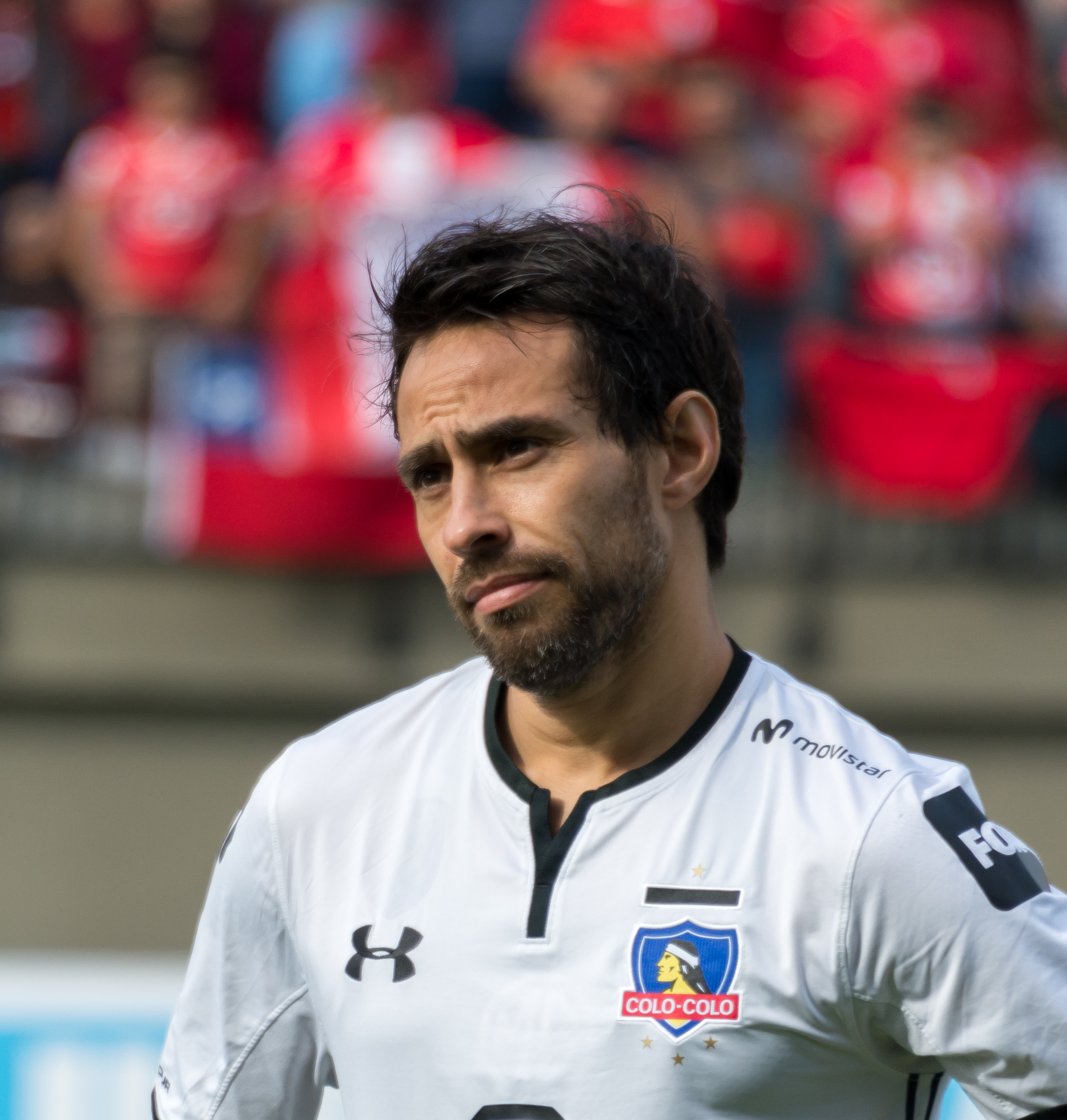
Jorge Valdivia.

Fue registrado en Chile por el centrocampista local Jorge Valdivia militando en el club Colo-Colo durante un partido por el Torneo de Apertura de 2006 de la Primera División, cuando fue bautizado como espanta chunchos por su hinchada Garra Blanca —apodo de los jugadores del club Universidad de Chile, ante el que disputa el «clásico nacional»—. Posiblemente se inspiró en la similar «patada frontal», ya que practicaba artes marciales mixtas. Lo difundió internacionalmente cuando lo estrenó en Brasil jugando por Palmeiras durante un encuentro ante Corinthians, correspondiente al Derby Paulista por la Serie A el 23 de septiembre de 2007 y la prensa de dicho país le puso su nombre principal: chute no vácuo, en portugués.
Está incluido en los videojuegos FIFA y eFootball respectivamente desde las ediciones de 2013 y 2014. Otros ejecutores destacados han sido el neerlandés-marroquí Abdelhak Nouri, y los brasileños Lucas Paquetá y Neymar.